# Paratonkinacris jinggangshanensis
Paratonkinacris jinggangshanensis är en insektsart som beskrevs av Wang, Yuwen och Xiangyu 1995. Paratonkinacris jinggangshanensis ingår i släktet Paratonkinacris och familjen gräshoppor. Inga underarter finns listade i Catalogue of Life.